# رفایم

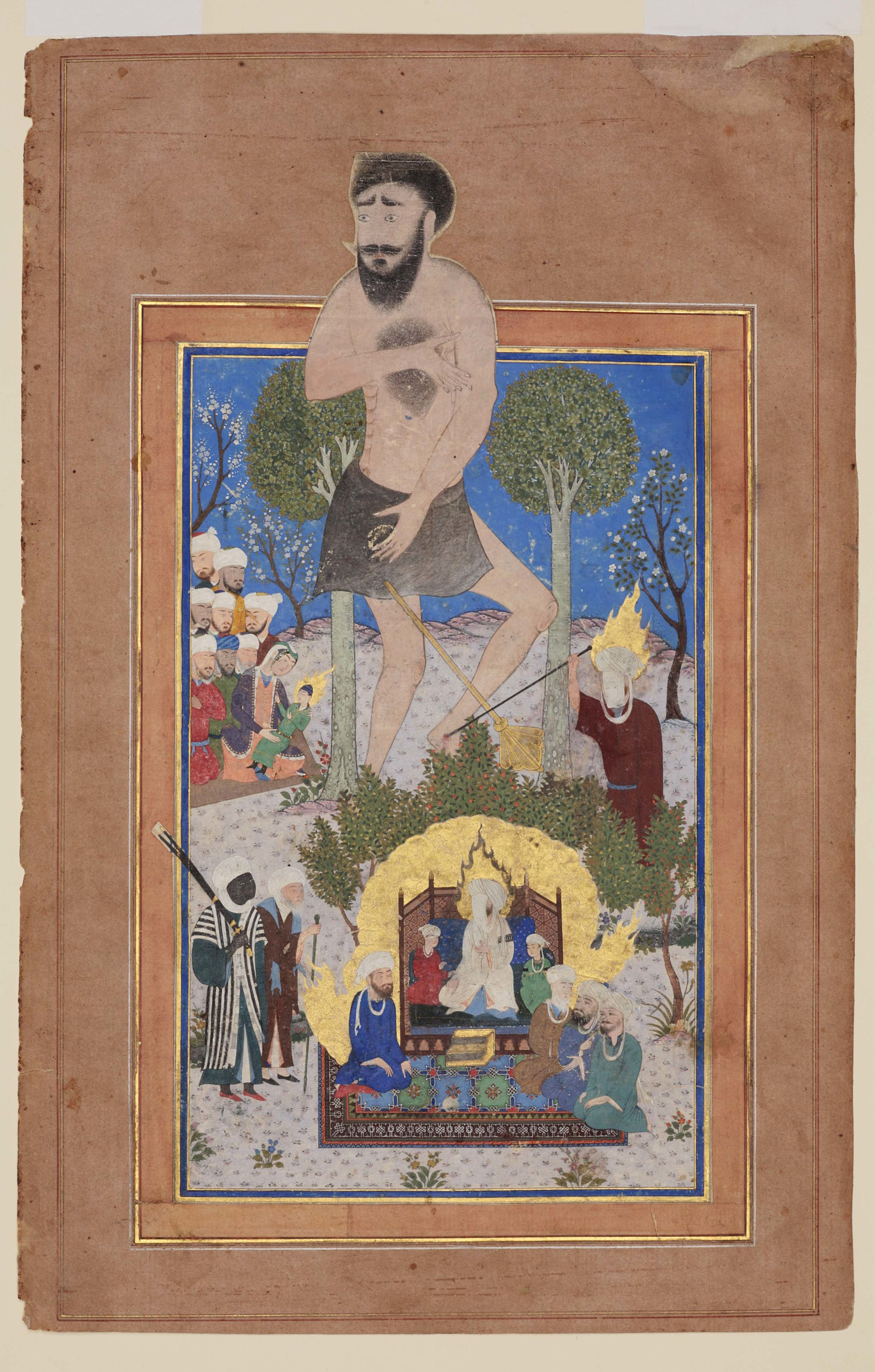
غول عوج و پیامبران موسی و عیسی و محمد

رفایم (عبری: רְפָאִים‎، آوانگاری: rəfāʾīm) در کتاب مقدس عبری، همچنین -یهودیان و زبان‌های سامی شمال‌غربی عبری: רְפָאִים‎، آوانگاری: rəfāʾīm; زبان فنیقی: 𐤓𐤐𐤀𐤌 rpʼm) اشاره به مردم با قد و قامت بیشتر از حد متوسط در تثنیه ۲: ۱۰–۱۱، یا ارواح درگذشته در زندگی پس از مرگ یهودی، شئول همان‌طور که در متون مقدس زیر نوشته شده‌است: اشعیا ۲۶:۱۴ ; مزامیر ۸۸:۱۱ و امثال ۹:۱۸ و نیز اشعیا ۱۴:۹ دارد.